# ایرج فاضلی
ایرج فاضلی خلبان ایرانی، در ۱۲ تیر ۱۳۶۲ و به روایتی دیگر در ۱۹ تیر ۱۳۶۲ (۱۰ ژوئیه ۱۹۸۳)، با یک جت نورثروپ اف-۵ ساخت ایالات متحده در فرودگاهی در وان، از شرقی‌ترین استان‌های ترکیه در مرز ایران فرود آمد.این هواپیما متعلق به پایگاه دوم شکاری در تبریز بود و هواپیما یک هفته بعد به ایران بازگردانده شد. ستوان ایرج فاضلی برادر خلبان احسان فاضلی است. او به علت مخالفت با نظام جمهوری اسلامی پناهنده شد. ستوان ایرج فاضلی در سال ۱۳۶۸در آمریکا ناپدید شد.

## گواهینامه‌ها
ستوان‌یکم ایرج فاضلی در تاریخ ۱۱ بهمن ۱۳۴۴ (۳۱ ژانویه ۱۹۶۶)، گواهی رتبه‌بندی هوانوردی خود را از پایگاه نیروی هوایی آریزونا در آمریکا و به امضای ویلیام اس. هندرسون جونیور رئیس وقت پایگاه دریافت کرد. همچنین در ۱۴ شهریور ۱۳۵۴ (۵ سپتامبر ۱۹۷۵) هواپیمای نورثروپ تی-۳۸ تالون را به تنهایی به پرواز درآورده و فرود آورد، و گواهینامه پرواز این هواپیما را نیز به دست آورد. در تاریخ اول دی‌ماه ۱۳۵۴ (۲۲ دسامبر ۱۹۷۵) فرماندار وقت ایالت آریزونا رائول هکتور کاسترو او را شهروند افتخاری این ایالت اعلام کرد.

## عملیات
1. اول مهر ۱۳۵۹، در عملیات ۱۴۰ فروندی (موسوم به «کمان ۹۹») حاضر شد، او لیدر یک دسته دو فروندی بود، و موفق شد پایگاه هوایی موصل را بمباران کند.[۴]
2. سوم مهر ۱۳۵۹، عملیات انهدام تأسیسات شهر کرکوک.[۵]

## خاطرات
- در کتاب خاطرات سرهنگ خلبان «صمد علی بالازاده» به نام «آسمان مال من بود»[۶] به قلم «ساسان ناطق»، آمده‌است.

دوشنبه ۳۱ شهریور به اتفاق جمشید اوشال، «ایرج فاضلی» و دو نفر دیگر آلرت بودم. حدود ساعت یک ظهر رفتم تا پست آلرت را از شیفت صبح تحویل بگیرم. جمشید اوشال لیدرم بود و هنوز نیامده بود. قرار بود به صورت دو دسته دو فروندی حفاظت از آسمان شمال غرب را انجام دهیم … کلاه و لوازم پروازی را داخل هواپیما گذاشته و به اتاق برگشتم. ساعت حدود یک و چهل و پنج دقیقه بود. اوشال در اتاق را باز کرد. جلو در ایستاد دست‌هایش را به هم زد و گفت: «الان است که زنگ را بزنند. ببینند چند دقیقه‌ای از سر ناهار پرواز می‌کنیم.» گاهی برای آمادگی و آزمایش خلبان‌ها هم که شده در نوبت‌های مختلف زنگ را به صدا درمی‌آوردند زود سوار شده و به ابتدای باند می‌رفتیم و آن وقت اعلام می‌کردند برگردیم. هنوز حرف اوشال تمام نشده بود که زنگ خطر آلرت به صدادرآمد. پشت سرش صدای غرش چند هواپیما را شنیدیم. طبق برنامه من و اوشال باید در پنج دقیقه اول پرواز می‌کردیم. به طرف آشیانه‌ها دویدیم صدای چند انفجار بلند شد و زمین زیرپایم لرزید وارد کابین شدم و مکانیسین برای بستن کمربندها بالا آمد. یک طرف قفل جعبه کمک‌های اولیه را به خودم بستم. دست‌های مکانیسین می‌لرزید نمی‌توانست قلاب را داخل قفل کند و قلاب از دستش می‌افتاد. صدای انفجارها هنوز ادامه داشت یک دفعه مکانیسین پایین پرید و فرار کرد. فاضلی، یقه او را گرفت و گفت: کجا می‌روی؟ برو بالا و کارت را بکن!. مکانیسین گفت: نمی‌توانم. بیا برو خودت ببند! یکی از درجه دارهای میانسال زود بالا آمد و طرف دیگر بند جعبه کمک‌های اولیه را بست. خودم هم کمربند صندلی را بستم و به درجه دار گفتم: زودباش بپر پایین.
- در بخشی از خاطرات سرلشکر خلبان مصطفی اردستانی نیز از ایرج فاضلی یاد شده‌است.[۵]

تاکتیک جنگ ما طبق آموزشهایی که داده بودند، بمباران از ارتفاع بالا بود. نوع بمبی هم که همراه خود حمل می‌کردیم برای این ارتفاع مناسب بود و حتماً باید اوج می‌گرفتیم و سپس برای انهدام هدف اقدام می‌کردیم. همین تاکتیک باعث می‌شد تا به‌طور وضوح در دید رادارهای زمینی دشمن قرار بگیریم و هواپیماهای ما همچون پرندگان لذیذی طعمه خوبی برای موشک‌های سام ۶ عراق باشند.

بحث بین بچه‌ها با فرمانده بر سر اینکه تاکتیک را عوض کنیم بالا گرفته بود. آن‌ها معتقد بودند که در چنین مواقعی که موشک‌های ضدهوایی دشمن به‌راحتی می‌توانند ما را هدف قرار دهند، بهتر است از نوع بمبی استفاده کنیم که بتوان دور از چشم رادارهای دشمن آن‌ها را به هدف زد و برگشت. البته حق با بچه‌ها بود و عقل هم ایجاب می‌کرد که عملیات‌ها از ضریب خطا و خطر کمتری برخوردار باشند. سرانجام فرمانده قانع نشد و سروان ظریف خادم را برای محل دیگری برنامه کرد و «ستوان ایرج فاضلی» را در این مأموریت با من همراه کرد. با برقرار گرفتن سروان ظریف خادم در دسته دیگر پروازی، من به عنوان لیدر دسته، عهده‌دار رهبری مأموریت حمله به کرکوک شدم. صحبت‌های قبل از پرواز، بین ما انجام شد و در دل آسمان اوج گرفتیم. این نخستین باری بود که به عنوان لیدر دسته انجام وظیفه می‌کردم. قبلاً نیز برای بمباران شهر کرکوک رفته بودم و تا حدودی به منطقه آشنایی داشتم. نزدیک هدف، حدود دو مایل مانده به محل اوج‌گیری، هواپیما را بالا کشیدم و بعداً فهمیدم که قدری عجله کرده‌ام. دو سه مایلی به هدف و حد فاصل بین شهرهای باباگرگو و کرکوک قرار داشتم. چون در آنجا موشک ضدهوایی سام ۶ وجود داشت، صلاح نبود زیاد در ارتفاع بالا بمانم، لذا بمب‌ها را به طرف هدفی رها کردم و بلافاصله دور شدم. هواپیمای شمارة ۲ نیز پس از من روی هدف رسیده بود؛ اما هدف‌گیری او از دقت کافی برخوردار نبود…